# Roma (stație de metrou din Lisabona)
Roma este o stație de pe Linia verde a metroului din Lisabona. Stația este situată sub bulevardul Avenida de Roma, aproape de intersecția cu bulevardul Av. dos Estados Unidos da América, permițând accesul către gara Roma-Areeiro, aflată în apropiere.

## Istoric
Stația fost inaugurată pe 18 iunie 1972, în același timp cu Alvalade, Areeiro, Alameda și Arroios, odată cu prelungirea Liniei verzi până în parohia Alvalade. Proiectul original îi aparține arhitectului Dinis Gomes, iar lucrările plastice pictoriței Maria Keil.
Pe 12 aprilie 2006 a fost terminată remodelarea holului de sud al stației, lucrările fiind executate după un proiect realizat de arhitectul Ana Nascimento și decorațiuni ale pictorilor Lourdes de Castro și René Bértholo. Reconstrucția holului de nord a fost terminată pe 20 octombrie 2006, decorațiunile fiind executate de pictorița Maria Keil. Aceste lucrări au făcut parte dintr-un proiect care a presupus prelungirea peroanelor și construcția unui al doilea hol.
În 2006, în timpul extinderii stației, în noul hol a fost rezervat un spațiu pentru instalarea unui lift. Cu toate acestea, liftul care conectează suprafața, holul de sud și peronul spre direcția Telheiras nu a fost pus în funcțiune decât pe 26 februarie 2018, la peste 12 ani de la inaugurarea holului de sud. Este singurul lift al rețelei metroului din Lisabona care permite o legătură directă între suprafață și unul din peroane trecând printr-o platformă intermediară.

## Legături

### Autobuze orășenești

#### Carris
- 206 Cais do Sodré ⇄ Senhor Roubado (dimineața)
- 727 Gara Roma-Areeiro ⇄ Restelo - Av. das Descobertas
- 735 Cais do Sodré ⇄ Spitalul Santa Maria
- 767 Campo Mártires da Pátria ⇄ Reboleira

### Feroviare

#### Comboios de Portugal
- Sintra ⇄ Lisboa - Oriente
- Sintra ⇄ Alverca
- Alcântara-Terra ⇄ Castanheira do Ribatejo[5]

#### Fertagus
- Setúbal ⇄ Roma-Areeiro
- Coina ⇄ Roma-Areeiro[6]